# Твід
Твід (англ. River Tweed, шотл. гел. Uisge Thuaidh, Abhainn Thuaidh, шотл. Watter o Tweid, валл. Tuedd) — річка, що протікає в прикордонному районі між Англією і Шотландією і формує адміністративну межу між ними протягом 27 км від гирла. 9-та за довжиною річка Великої Британії 156 км (97 миль). Витік річки знаходиться на пагорбах поряд з селом Твідсмюїр і недалеко від витоків річок Клайд, що тече на північний захід, і Аннан, що тече на південь. Існує приказка, що відображує факт витоку цих трьох значних річок з однієї місцевості: англ. «Annan, Tweed and Clyde rise oot ae hillside» («Аннан, Твід і Клайд починаються з цих горбів»). Річка впадає в Північне море біля міста Бервік-на-Твіді.
Значні притоки: Blackadder Water, River Teviot.
На Твіді знаходяться міста Пеблз, Галашилдс, Мелроуз, Келсо, Колдстрім і Бервік-на-Твіді. Також маєток Вальтера Скотта Ебботсфорд.
Річка багата на лососеві види риб. Долина річки становить великий інтерес з погляду історії льодовикового періоду Великої Британії, оскільки русло сучасної річки проходить по дну стародавнього льодовика.
З гідронімом пов'язана сучасна форма назви тканини твід.